# Вечная сказка любви
«Вечная сказка любви» (хинди  धरम वीर , англ. Dharam Veer; дословно: «Дхарам и Вир») — индийский фильм режиссёра Манмохана Десаи 1977 года. Вышел в прокат в СССР в апреле 1981 года.

## Сюжет
Принцессу Минакши (Индрани Мукхерджи), наследницу престола богатого княжества, спасает от разбойников, живущих в джунглях, бедный охотник Джвала (Пран). В благодарность за спасение принцесса соглашается стать его женой. Однако обстоятельства складываются так, что она ошибочно решает, будто её муж погиб в схватке с тигром. Лишившуюся рассудка принцессу отец выдает замуж за правителя соседнего государства Пратапа Сингха (Прадип Кумар). Придя в себя, она рассказывает супругу о том, что беременна от первого мужа. Пратап Сингх умоляет Минакши не покидать его и обещает сделать ребенка своим наследником.
У принцессы рождается двое сыновей. Но её сводный брат Сатпал (Дживан), которому было сказано умереть от руки племянника, выбрасывает первого из детей из окна. Мальчика спасает ручной сокол его отца Джвалы и относит к своему хозяину, который лечится в доме у кузнеца (Геркулес). Кузнец и его жена, не имеющие собственных детей, упрашивают охотника оставить ребенка им. Дети Минакши, которых назвали Дхарам и Вир, вырастают и становятся друзьями несмотря на разницу в положении и не подозревая о том, что они братья. Благодаря мужеству и умению владеть мечом и луком они выходят победителями из всех опасных приключений. Проходит время, и молодые люди влюбляются в очаровательных девушек: Вир в озорную цыганку Рупу (Ниту Сингх), Дхарам в своенравную принцессу Паллави (Зинат Аман). Однако хитростью и коварством Сатпал добивается того, что их дружба оказывается под угрозой, и брат поднимает руку на брата.
Только вмешательство их настоящего отца и княгини Минакши, открывших им тайну их рождения и прекративших смертоубийственный поединок, помогают братьям вновь обрести дружбу.

## В ролях
| Актёр            | Роль                                       |
| ---------------- | ------------------------------------------ |
| Дхармендра       | Дхарам Сингх                               |
| Джитендра        | Вир Сингх                                  |
| Зинат Аман       | Паллави, раджкумари                        |
| Ниту Сингх       | Рупа, цыганка                              |
| Пран             | Джвала Сингх, охотник, отец Дхарама и Вира |
| Бобби Деол       | Дхарам в детстве                           |
| Дживан           | Сатпал Сингх, сводный брат Минакши         |
| Ранджит          | Ранджит Сингх, сын Сатпала                 |
| Прадип Кумар     | Пратап Сингх, махараджа, муж Минакши       |
| Индрани Мухерджи | Минакши, махарани, мать Дхарама и Вира     |
| Д.К. Сапру       | отец Минакши, махараджа                    |
| Азад             | Азад Сингх, цыганский вожак                |
| Суджит Кумар     | Сурджан Сингх, раджкумар                   |
| Дев Кумар        | Дев Сингх, брат Паллави                    |
| Шеру (сокол)     | Шеру, чудо-птица (сокол охотника Джвалы)   |

## Дубляж
Фильм дублирован на киностудии им. Горького.
Режиссёр дубляжа и автор русского текста — Виктория Чаева.
Роли дублировали:
- Борис Быстров — Дхарам
- Евгений Герасимов — Вир
- Нелли Витепаш — Рупа
- Ольга Гаспарова — Паллави
- Артём Карапетян — Сатпал
- Роза Макагонова — княгиня Минакши
- Вадим Спиридонов — Джвала Сингх
- Алексей Инжеватов — Ранджит
- Владимир Балашов — махараджа - отец Минакши
- Виктор Рождественский — махараджа Пратап Сингх
- Ян Янакиев — Сурджан Сингх
- Вадим Захарченко — Азад Сингх, вожак цыган

## Саундтрек
| №  | Название                               | Исполнители                 | Длительность |
| -- | -------------------------------------- | --------------------------- | ------------ |
| 1. | «Mei Galiyon Ka Raja Tu Mehlo ki Rani» | Мохаммед Рафи               | 5:30         |
| 2. | «Band ho Mutthi To Laakh Ki»           | Лата Мангешкар, Аша Бхосле  | 6:07         |
| 3. | «Hum Banjaaro ki Baat Mat Pucho ji»    | Лата Мангешкар, Кишор Кумар | 6:42         |
| 4. | «O Meri Mehbooba»                      | Мохаммед Рафи               | 6:29         |
| 5. | «Saat Ajube is Duniya»                 | Мохаммед Рафи, Мукеш        | 6:12         |
| 6. | «Saat Ajube is Duniya (sad)»           | Мохаммед Рафи, Мукеш        | 1:07         |